# Стражгородська сільська рада
| Стражгородська сільська рада — колишній орган місцевого самоврядування у Теплицькому районі Вінницької області з адміністративним центром у с. Стражгород. Сільській раді підпорядковані населені пункти: - с. Стражгород - с. Розкошівка |

## Склад ради
Рада складається з 16 депутатів та голови.

## Керівний склад сільської ради
| ПІБ                        | Основні відомості                                                    | Дата обрання | Дата звільнення |
| -------------------------- | -------------------------------------------------------------------- | ------------ | --------------- |
| Данилюк Іван Хомич         | Сільський голова, 1951 року народження, освіта, член народної партії | 26.03.2006   | 31.10.2010      |
| Григоренко Микола Іванович | Сільський голова, 1973 року народження, освіта вища, безпартійний    | 31.10.2010   |                 |

Примітка: таблиця складена за даними джерела